# Seznam integralov krožnih funkcij
Seznam integralov krožnih funkcij vsebuje nedoločene integrale (primitivnih funkcij), ki vsebujejo krožne funkcije. 
- Krožne funkcije so znane tudi kot obratne trigonometrične funkcije.
- Oznaka C se uporablja za poljubno aditivno konstanto, ki jo lahko določimo samo , je karkoli znanega o vrednosti integrala v določeni točki. Iz tega sledi, da ima vsaka funkcija neskončno število primitivnih funkcij.
- Znani so trije načini označevanja krožnih funkcij. Funkcija arcsinus se lahko piše kot sin−1, asin ali kot arcsin.

## Funkcije, ki vsebujejoarcsinus
{\displaystyle \int \arcsin(a\,x)\,dx=x\arcsin(a\,x)+{\frac {\sqrt {1-a^{2}\,x^{2}}}{a}}+C}
{\displaystyle \int x\arcsin(a\,x)\,dx={\frac {x^{2}\arcsin(a\,x)}{2}}-{\frac {\arcsin(a\,x)}{4\,a^{2}}}+{\frac {x{\sqrt {1-a^{2}\,x^{2}}}}{4\,a}}+C}
{\displaystyle \int x^{2}\arcsin(a\,x)\,dx={\frac {x^{3}\arcsin(a\,x)}{3}}+{\frac {\left(a^{2}\,x^{2}+2\right){\sqrt {1-a^{2}\,x^{2}}}}{9\,a^{3}}}+C}
{\displaystyle \int x^{m}\arcsin(a\,x)\,dx={\frac {x^{m+1}\arcsin(a\,x)}{m+1}}\,-\,{\frac {a}{m+1}}\int {\frac {x^{m+1}}{\sqrt {1-a^{2}\,x^{2}}}}\,dx\quad (m\neq -1)}
{\displaystyle \int \arcsin(a\,x)^{2}\,dx=-2\,x+x\arcsin(a\,x)^{2}+{\frac {2{\sqrt {1-a^{2}\,x^{2}}}\arcsin(a\,x)}{a}}+C}
{\displaystyle \int \arcsin(a\,x)^{n}\,dx=x\arcsin(a\,x)^{n}\,+\,{\frac {n{\sqrt {1-a^{2}\,x^{2}}}\arcsin(a\,x)^{n-1}}{a}}\,-\,n\,(n-1)\int \arcsin(a\,x)^{n-2}\,dx}
{\displaystyle \int \arcsin(a\,x)^{n}\,dx={\frac {x\arcsin(a\,x)^{n+2}}{(n+1)\,(n+2)}}\,+\,{\frac {{\sqrt {1-a^{2}\,x^{2}}}\arcsin(a\,x)^{n+1}}{a\,(n+1)}}\,-\,{\frac {1}{(n+1)\,(n+2)}}\int \arcsin(a\,x)^{n+2}\,dx\quad (n\neq -1,-2)}

## Funkcije, ki vsebujejoarckosinus
{\displaystyle \int \arccos(a\,x)\,dx=x\arccos(a\,x)-{\frac {\sqrt {1-a^{2}\,x^{2}}}{a}}+C}
{\displaystyle \int x\arccos(a\,x)\,dx={\frac {x^{2}\arccos(a\,x)}{2}}-{\frac {\arccos(a\,x)}{4\,a^{2}}}-{\frac {x{\sqrt {1-a^{2}\,x^{2}}}}{4\,a}}+C}
{\displaystyle \int x^{2}\arccos(a\,x)\,dx={\frac {x^{3}\arccos(a\,x)}{3}}-{\frac {\left(a^{2}\,x^{2}+2\right){\sqrt {1-a^{2}\,x^{2}}}}{9\,a^{3}}}+C}
{\displaystyle \int x^{m}\arccos(a\,x)\,dx={\frac {x^{m+1}\arccos(a\,x)}{m+1}}\,+\,{\frac {a}{m+1}}\int {\frac {x^{m+1}}{\sqrt {1-a^{2}\,x^{2}}}}\,dx\quad (m\neq -1)}
{\displaystyle \int \arccos(a\,x)^{2}\,dx=-2\,x+x\arccos(a\,x)^{2}-{\frac {2{\sqrt {1-a^{2}\,x^{2}}}\arccos(a\,x)}{a}}+C}
{\displaystyle \int \arccos(a\,x)^{n}\,dx=x\arccos(a\,x)^{n}\,-\,{\frac {n{\sqrt {1-a^{2}\,x^{2}}}\arccos(a\,x)^{n-1}}{a}}\,-\,n\,(n-1)\int \arccos(a\,x)^{n-2}\,dx}
{\displaystyle \int \arccos(a\,x)^{n}\,dx={\frac {x\arccos(a\,x)^{n+2}}{(n+1)\,(n+2)}}\,-\,{\frac {{\sqrt {1-a^{2}\,x^{2}}}\arccos(a\,x)^{n+1}}{a\,(n+1)}}\,-\,{\frac {1}{(n+1)\,(n+2)}}\int \arccos(a\,x)^{n+2}\,dx\quad (n\neq -1,-2)}

## Funkcije, ki vsebujejoarctangens
{\displaystyle \int \arctan(a\,x)\,dx=x\arctan(a\,x)-{\frac {\ln \left(a^{2}\,x^{2}+1\right)}{2\,a}}+C}
{\displaystyle \int x\arctan(a\,x)\,dx={\frac {x^{2}\arctan(a\,x)}{2}}+{\frac {\arctan(a\,x)}{2\,a^{2}}}-{\frac {x}{2\,a}}+C}
{\displaystyle \int x^{2}\arctan(a\,x)\,dx={\frac {x^{3}\arctan(a\,x)}{3}}+{\frac {\ln \left(a^{2}\,x^{2}+1\right)}{6\,a^{3}}}-{\frac {x^{2}}{6\,a}}+C}
{\displaystyle \int x^{m}\arctan(a\,x)\,dx={\frac {x^{m+1}\arctan(a\,x)}{m+1}}-{\frac {a}{m+1}}\int {\frac {x^{m+1}}{a^{2}\,x^{2}+1}}\,dx\quad (m\neq -1)}

## Funkcije, ki vsebujejoarckotangens
{\displaystyle \int \operatorname {arccot}(a\,x)\,dx=x\operatorname {arccot}(a\,x)+{\frac {\ln \left(a^{2}\,x^{2}+1\right)}{2\,a}}+C}
{\displaystyle \int x\operatorname {arccot}(a\,x)\,dx={\frac {x^{2}\operatorname {arccot}(a\,x)}{2}}+{\frac {\operatorname {arccot}(a\,x)}{2\,a^{2}}}+{\frac {x}{2\,a}}+C}
{\displaystyle \int x^{2}\operatorname {arccot}(a\,x)\,dx={\frac {x^{3}\operatorname {arccot}(a\,x)}{3}}-{\frac {\ln \left(a^{2}\,x^{2}+1\right)}{6\,a^{3}}}+{\frac {x^{2}}{6\,a}}+C}
{\displaystyle \int x^{m}\operatorname {arccot}(a\,x)\,dx={\frac {x^{m+1}\operatorname {arccot}(a\,x)}{m+1}}+{\frac {a}{m+1}}\int {\frac {x^{m+1}}{a^{2}\,x^{2}+1}}\,dx\quad (m\neq -1)}

## Funkcije, ki vsebujejoarcsekant
{\displaystyle \int \operatorname {arcsec}(a\,x)\,dx=x\operatorname {arcsec}(a\,x)-{\frac {1}{a}}\,\operatorname {artanh} \,{\sqrt {1-{\frac {1}{a^{2}\,x^{2}}}}}+C}
{\displaystyle \int x\operatorname {arcsec}(a\,x)\,dx={\frac {x^{2}\operatorname {arcsec}(a\,x)}{2}}-{\frac {x}{2\,a}}{\sqrt {1-{\frac {1}{a^{2}\,x^{2}}}}}+C}
{\displaystyle \int x^{2}\operatorname {arcsec}(a\,x)\,dx={\frac {x^{3}\operatorname {arcsec}(a\,x)}{3}}\,-\,{\frac {1}{6\,a^{3}}}\,\operatorname {artanh} \,{\sqrt {1-{\frac {1}{a^{2}\,x^{2}}}}}\,-\,{\frac {x^{2}}{6\,a}}{\sqrt {1-{\frac {1}{a^{2}\,x^{2}}}}}\,+\,C}
{\displaystyle \int x^{m}\operatorname {arcsec}(a\,x)\,dx={\frac {x^{m+1}\operatorname {arcsec}(a\,x)}{m+1}}\,-\,{\frac {1}{a\,(m+1)}}\int {\frac {x^{m-1}}{\sqrt {1-{\frac {1}{a^{2}\,x^{2}}}}}}\,dx\quad (m\neq -1)}

## Funkcije, ki vsebujejoarckosekant
{\displaystyle \int \operatorname {arccsc}(a\,x)\,dx=x\operatorname {arccsc}(a\,x)+{\frac {1}{a}}\,\operatorname {artanh} \,{\sqrt {1-{\frac {1}{a^{2}\,x^{2}}}}}+C}
{\displaystyle \int x\operatorname {arccsc}(a\,x)\,dx={\frac {x^{2}\operatorname {arccsc}(a\,x)}{2}}+{\frac {x}{2\,a}}{\sqrt {1-{\frac {1}{a^{2}\,x^{2}}}}}+C}
{\displaystyle \int x^{2}\operatorname {arccsc}(a\,x)\,dx={\frac {x^{3}\operatorname {arccsc}(a\,x)}{3}}\,+\,{\frac {1}{6\,a^{3}}}\,\operatorname {artanh} \,{\sqrt {1-{\frac {1}{a^{2}\,x^{2}}}}}\,+\,{\frac {x^{2}}{6\,a}}{\sqrt {1-{\frac {1}{a^{2}\,x^{2}}}}}\,+\,C}
{\displaystyle \int x^{m}\operatorname {arccsc}(a\,x)\,dx={\frac {x^{m+1}\operatorname {arccsc}(a\,x)}{m+1}}\,+\,{\frac {1}{a\,(m+1)}}\int {\frac {x^{m-1}}{\sqrt {1-{\frac {1}{a^{2}\,x^{2}}}}}}\,dx\quad (m\neq -1)}